# Ђокић
Ђокић је српско презиме, настало од мушког имена „Ђока“/„Ђоко“, које је само умањено од Ђорђе. Највише га има у Србији, Црној Гори и Босни и Херцеговини. Може се односити на:
- Александар Ђокић (1936–2002), српски архитекта
- Ана Ђокић, бивша црногорска рукометашица
- Бошко Ђокић, српски професионални кошаркашки тренер и новинар
- Бранимир Ђокић, српски народни хармоникаш
- Владимир Ђокић, српски професионални кошаркашки тренер и бивши играч
- Георгије Ђокић, умировљени српски православни епископ
- Душан Ђокић, српски фудбалер
- Жељко Ђокић, босанскохерцеговачки фудбалер српског порекла
- Јадранка Ђокић, хрватска глумица
- Јасмина Ђокић, српска сликарка
- Јелена Ђокић, српска глумица
- Љубисав Ђокић (1943-2020), булдожерист који је постао симбол свргавања Слободана Милошевића
- Момчило Ђокић, српски фудбалер и менаџер
- Раде Ђокић, фудбалер босанских Срба